# Liste der Träger des St.-Sava-Ordens
In dieser Liste sind nachfolgend die Träger des St.-Sava-Ordens aufgelistet.

## 1883 bis 1945 (als Orden des Königreichs Serbien bzw. des späteren Königreichs Jugoslawien)
- Albert Meyer[1]
- Anton Ažbe
- Elizabeth Bowes-Lyon
- Max Breitung
- Dragoljub M. Dinić
- Sigmund Friedl
- Viktor von Heeren
- Sava Hilandarac
- Vlada Ilić
- Francis Jager
- Milan Jovanović-Batut
- Auguste Lumière
- Dragoljub Draža Mihailović, erhalten am 25. Januar 1928.[2]
- Richard Paltauf[3]
- Ludwig Riedl
- Nicholas Roerich[4]
- Nikola Spasić
- Stepa Stepanović
- Nikola Tesla
- Joca Vujić[5][6][7]
- Ernst von Weizsäcker[8]

## Seit 1945 (als Orden der Serbisch-Orthodoxen Kirche)

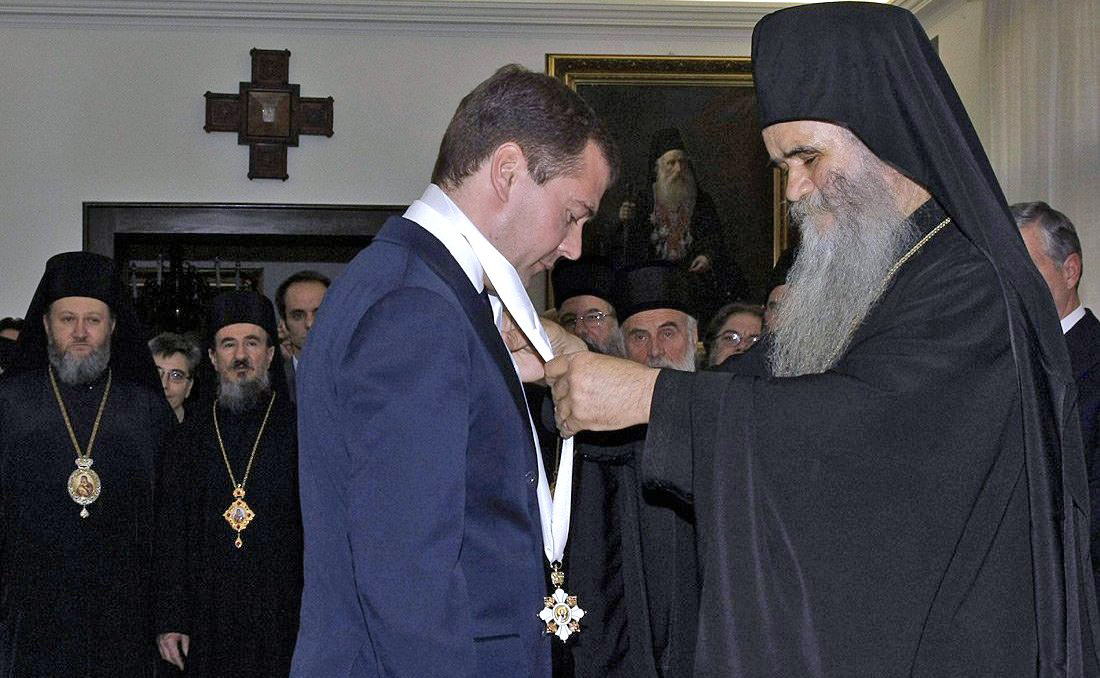
Medwedew empfängt den Orden vom Metropolit Amfilohije Radović.

- Aleksandar Nikolajevič Aleksejev, ehemaliger russischer Botschafter in Serbien.[9]
- Alexius II.[10]
- Matija Bećković
- Dejan Bodiroga
- Hubertus Prinz zu Löwenstein-Wertheim-Freudenberg (1966)
- Nenad Bogdanović
- Vlade Divac
- Novak Đoković (2011)
- Ivica Dragutinović (2010)
- Mirko Dubroja
- Milka Forcan
- Milutin Gašević
- Miroslav Gligorijević
- Vladeta Jerotić
- Bogoljub Karić
- Nikola Kašiković
- Boris Igorevič Kostenko, Geschäftsführer von TV SPAS dem größten orthodoxen Fernsehsenders der Welt in Moskau.
- Emir Kusturica (2012)
- Radoš Ljušić
- Hubertus Prinz zu Löwenstein-Wertheim-Freudenberg (1966)
- Juri Michailowitsch Luschkow[11]
- Karl Malden
- Dejan Medaković, ehemaliger Präsident der Serbischen Akademie der Wissenschaften und Künste.[12]
- Dmitri Medwedew[13]
- Miroslav Mišković
- Internationales Filmfestival Moskau[14][15]
- Siniša Nikolić
- Milijana Okilj
- Draško Petrović
- Marko Petrović
- Slobodan Radulović
- Christoph Kardinal Schönborn
- Sergei Kuschugetowitsch Schoigu
- Alexander Issajewitsch Solschenizyn[16]
- Obrad Spremić
- Gymnasium Valjevo[17]